# Bisdom Minden

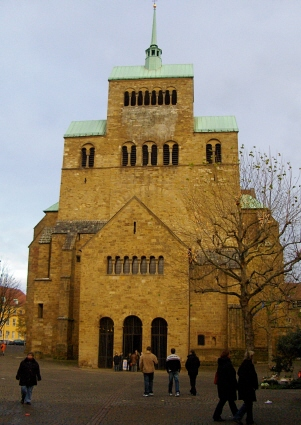
Dom van Minden

Het bisdom Minden (Latijn: Dioecesis Mindensis) is een voormalig rooms-katholiek bisdom in Duitsland. Het werd rond 800 gesticht door Karel de Grote tijdens de Saksenoorlogen. Minden viel onder het Aartsbisdom Keulen. Net als andere bisschoppen werd ook de bisschop van Minden door Otto de Grote met wereldlijke rechten bekleed, zie het vorstendom Minden. Kathedraal van het bisdom van de Dom van Minden.
Tijdens de Reformatie ging de Mindener bisschop over naar het lutheranisme. Het katholieke diocees Minden hield na 1550 feitelijk op te bestaan. In 1648 werd het bisdom formeel opgeheven, door de Vrede van Westfalen, waaraan de laatste bisschop van Minden overigens had meegewerkt: Franz Wilhelm von Wartenberg.
In de zeventiende eeuw werd de katholieke kerk in het noorden van Duitsland gereorganiseerd. Het gebied van het vroegere bisdom Minden werd samen met de voormalige diocesen Bremen, Verden, Ratzeburg, Schwerin, Maagdenburg en Halberstadt gebracht onder het Apostolische Vikariat des Nordens. Het Domkapittel in Minden bleef nog tot 1811 bestaan.
In de negentiende eeuw werden de diocesen in het noorden van Duitsland opnieuw ingedeeld. Het gebied ten westen van de Wezer van het oude diocees Minden werd deel van het bisdom Osnabrück, ten oosten van de Weser werd het deel van het bisdom Hildesheim. Het gebied direct rond de oude bisschopsstad, dat tot de Pruisische provincie Westfalen behoorde, kwam bij het aartsbisdom Paderborn.